# Henryk Ganzera
Henryk Ganzera (Szczygłowice, 17 marzo 1909 – 1983) è stato un lottatore polacco.

## Biografia
Rappresentò la Polonia ai Giochi olimpici estivi di Amsterdam 1928, dove giunse quattordicesimo nel torneo di lotta greco-romana dei pesi gallo, dopo aver perso contro il tedesco Kurt Leucht al primo turno e lo jugoslavo Ðula Sabo al secondo turno.
Partecipò a due edizioni dei Campionati europei di lotta: Dortmund 1929 e Praga 1931, ma senza successo.
Vinse cinque titoli poacchi: nella divisione dei pesi mosca nel 1927 e nel 1928, e nella divisione dei pesi leggeri nel 1929, 1931 e 1932.
Svolse la professione di spazzacamino.
Durante la Seconda guerra mondiale, in quanto slesiano, fu arruolato a forza nella Wehrmacht.
Morì nel 1983 e fu sepolto nel cimitero di Gliwice.